# Michael Carter
Michael D'Andrea Carter (Dallas-TX, 29 de Outubro de 1960) é um ex-jogador de futebol americano e arremessador de peso estadunidense.
Ele é o único atleta da história a vencer um Super Bowl e conquistar uma medalha olímpica no mesmo ano.

## Conquistas

### Atletismo
| Ano  | Competição  | Sede        | Evento            | Resultado    | Performance | Notas |
| ---- | ----------- | ----------- | ----------------- | ------------ | ----------- | ----- |
| 1981 | Universíada | Bucareste   | Arremesso de Peso | Campeão      | 20,19 m     |       |
| 1983 | Universíada | Edmonton    | Arremesso de Peso | Campeão      | 19,74 m     |       |
| 1984 | Olimpíadas  | Los Angeles | Arremesso de Peso | Vice-Campeão | 21,09 m     |       |

### Super Bowl
- 3 vezes campeão do Super Bowl - 1984, 1989 e 1990

#### Convocações proPro Bowl
- 3 vezes (1985, 1987 e 1988)

### Recordes Pessoais (Atletismo)
| Prova             | Performance | Date |
| ----------------- | ----------- | ---- |
| Arremesso de Peso | 21,76 m     | 1984 |